# Clytocera
Clytocera is een kevergeslacht uit de familie van de boktorren (Cerambycidae). De wetenschappelijke naam van het geslacht werd voor het eerst geldig gepubliceerd in 1906 door Gahan.

## Soorten
Clytocera omvat de volgende soorten:
- Clytocera anhea Gressitt & Rondon, 1970
- Clytocera chionospila Gahan, 1906
- Clytocera luteofasciata Gressitt & Rondon, 1970
- Clytocera montensis Gressitt & Rondon, 1970
- Clytocera pilosa Gressitt & Rondon, 1970
- Clytocera taiwanensis Hayashi, 1974